# Oncousoecia polygonalis
Oncousoecia polygonalis is een mosdiertjessoort uit de familie van de Oncousoeciidae. De wetenschappelijke naam van de soort is voor het eerst geldig gepubliceerd in 1915 door Kluge.